# Charaxes euriale
Charaxes euriale är en fjärilsart som beskrevs av Jacob Hübner 1819. Charaxes euriale ingår i släktet Charaxes och familjen praktfjärilar. Inga underarter finns listade i Catalogue of Life.